# دنکندورف (بادن-وورتمبرگ)
دنکندورف (به آلمانی: Denkendorf) یک شهر در آلمان است که در اسلینگن واقع شده‌است.

## خواهرخوانده
شهر Meximieux خواهرخواندهٔ دنکندورف (بادن-وورتمبرگ) هست.